# Lithobates lemosespinali
Lithobates lemosespinali es una especie de anfibio anuro de la familia Ranidae.

## Distribución geográfica
Esta especie es endémica del suroeste del estado de Chihuahua en el norte de México. Habita entre los 1900 y 2313 m de altitud en la Sierra Madre oriental.

## Etimología
Esta especie lleva el nombre en honor a Julio A. Lemos-Espinal.

## Publicación original
- Smith & Chiszar, 2003 : Distributional and variational data on the frogs of the genus Rana in Chihuahua, Mexico, including a new species. Bulletin of the Maryland Herpetological Society, vol. 39, n.º 3, p. 59-66[5]